# Syed Waliullah
Syed Waliullah (bengalí: সৈয়দ ওয়ালিউল্লাহ (15 de agosto de 1922 – 10 de octubre de 1971) fue un escritor, cuentista, dramaturgo, ensayista, y novelista bangladesí. Fue notable por su novela debut, Lalsalu (traducida al idioma inglés con el título "Tree Without Roots").
- 1961: galardonado con el Bangla Academy Literary Award,
- 1965: Premio Adamjee,
- 1984: Ekushey Padak
- 2001: Bangladesh National Film for Best Story.

## Biografía
Waliullah era originario de Sholashahar, Distrito de Chittagong. Su padre, Syed Ahmadullah, era un oficial del gobierno Waliullah pasó su infancia en Mymensingh, Feni, Krishnanagar y Kurigram. Su destacable novela, Lalsalu, se inspiró en un santuario cubierto con tela roja, que a menudo pasaba cuando vivía en Mymensingh.
En 1941, Waliullah completó su IA por el Dhaka Intermediate College; y, en 1943 su licenciatura  por el Ananda Mohan College en Mymensingh. Luego, se mudó a Calcuta para completar su maestría en economía. Se unió al periódico The Statesman, trabajando allí hasta 1947.

### Carrera
En 1947, Waliullah se mudó desde Calcuta a Daca, donde se unió a Radio Pakistan. En 1950, sería transferido a Karachi. Y, en 1951, comenzó a servir como agregado de prensa en las misiones de Pakistán en Nueva Delhi, Sídney, Jakarta, y Londres. En 1960, fue nombrado primer secretario en la embajada de Pakistán, en París. En 1967, se unió a la UNESCO en París.

## Literatura
Waliullah a menudo se considera el pionero del análisis existencial de la psique de los personajes en la literatura de Bangladés. Las dos últimas de sus tres novelas, especialmente 'কাঁদো নদী কাঁদো (Llorar llorando), de 1968, mostrar su maestría en revelar las profundidades internas de sus personajes.চাঁদের অমাবস্যা (Luna nueva), de 1964, fue otra famosa novela de él. নয়নচারা (No sé) (1946) y দুই তীর এবং অন্যান্য গল্প (Dos flechas y otras historias) (1965) son libros de cuentos escritos por él.

## Lalsalu
Lalsalu cuenta la historia de Majid, un hombre pobre, con un fondo religioso de devoto musulmán. Majid llega a un pueblo remoto. Declara que una tumba vieja es el Majaar de un noble peer, la cubre con la tela roja tradicional usada para los mausoleos, y establece su fortaleza en la vida de las personas que usan el poder reflejado en él del supuesto santo. La novela muestra su lucha con otras figuras religiosas tratando de establecer el dominio, la corriente oculta de ideas paganas entre la gente, y sus propias debilidades.
En 2001, la novela fue adaptada para cine, por Tanvir Mokammel con el mismo título Lalsalu.

## Vida personal y deceso

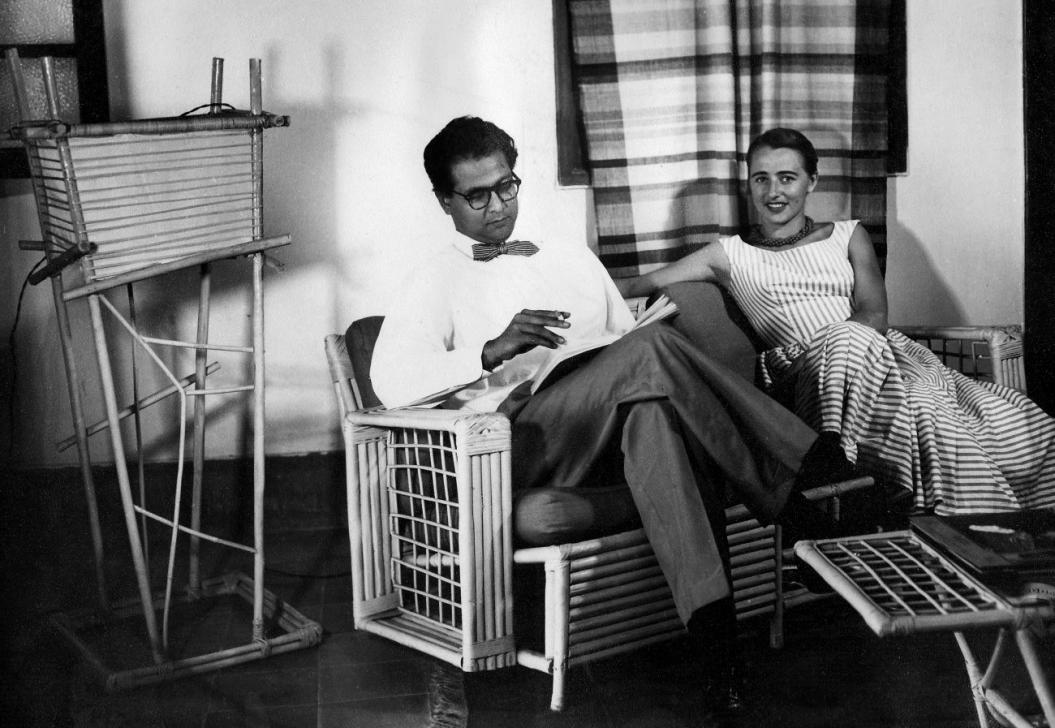
Con su esposa Anne Marie, en Karachi. Pakistán

Waliullah conoció, en Sídney, a Anne Marie Thibaud (1929–1997), una francesa. Se casaron en 1955; y, tuvieron dos hijos, Simine y Iraj. Era primo fr Jamal Nazrul Islam, un físico y matemático.
En 1971, Waliullah falleció en Meudon, París.

## Honores
- Placa conmemorativa en el Cementerio, en el mausoleo de la familia de su esposa, en Vaulnaveys-le-Haut al sudeste de Francia.[7]

## Obra

### Novelas
- Lalsalu (Árbol sin raíces), 1948
- Chander Amaboshay (Luna negra), 1964
- Kando Nadi Kando (río Kando), 1968
- Adbhuta ēśiẏāna (El asiático feo), 1959[8]

### Dramas
- Bahipir (1960)
- Tarangabhanga (1964)
- Sudanga (1964)

### Colecciones de cuentos
- Nayanchara (1951)
- Dui Tir O Anyanya Galpa